# Алтажен
Алтажен (фр. Altagène) је насељено место у Француској у региону Корзика, у департману Јужна Корзика.
По подацима из 2011. године у општини је живело 51 становника, а густина насељености је износила 10,69 становника/km².

## Демографија
| 1962. | 1968. | 1975. | 1982. | 1990. | 2011. |
| ----- | ----- | ----- | ----- | ----- | ----- |
| 80    | 63    | 56    | 45    | 30    | 51    |